# Сан Антонио (Чиле)
Сан Антонио (шп. San Antonio) је општина у Чилеу. По подацима са пописа из 2002. године број становника у месту је био 83.435.

## Демографија
| 2002.  |
| ------ |
| 83.435 |